# Polycarp Marci
Polycarp Marci (* 1654, getauft 24. Februarjul. / 6. März 1654greg. in Leipzig; † 5. Januar 1724 in Wien) war ein deutscher Jurist und Librettist.

## Leben
Marci war der Sohn des Leipziger Juristen und kurfürstlich sächsischen Geheimen Appellationsrates Johann Christoph Marci (1614–1672) und seiner Frau Sabina Elisabeth, geb. Leyser (1629–1673 in Leipzig) und erhielt seinen Vornamen nach seinem Großvater mütterlicherseits Polykarp Leyser II. Er studierte an der Universität Leipzig und ließ sich Mitte der 1670er Jahre in Hamburg nieder. 1680 ist er hier als Posthalter der schwedischen Post Wismar-Ystad tätig. Im März 1681 reiste er nach Hannover und lernte Gottfried Wilhelm Leibniz kennen, mit dem er anschließend einen regen Briefwechsel begann (bis 1716, mit einer langen Unterbrechung von 1701 bis 1715). Von 1681 bis 1683 lebte er in Stockholm, anschließend wohl wieder in Hamburg, wo er 1697/98 Posthalter der mecklenburgischen Post nach Schwerin war. Um 1700 zog er nach Wien; hier wurde er 1705 kaiserlicher Hofkriegsratsagent.
In Hamburg war Marci auch als Librettist für die Oper am Gänsemarkt tätig; überliefert ist seine Fassung der Oper Vespasian nach Giulio Cesare Corradi mit der Musik von Johann Wolfgang Franck. Im ersten Hamburgischen Theaterstreit wandte sich Marci 1681 an Leibniz mit der Bitte um eine Stellungnahme. Die von Leibniz in seiner Antwort an Marci entwickelten Gesichtspunkte benutzte Heinrich Elmenhorst dann in seiner Schrift Dramatologia antiquo-hodierna – Bericht von denen Oper-Spielen (1688).
Seine Schwester Anna Maria Marci heiratete Johann Caspar Pflaume, der später Stadtrichter von Leipzig wurde.

## Werke
- Germanus consiliarius, sive solertia in administranda republica priscorum Germanorum. Leipzig: Fick 1671 (Digitalisat)
- Klage-Wortte/ womit Des Magnifici, Hoch-aedlen/ Vest- und Hochgelahrten Hn. Johann-Christoff Marzi/ Chur- und Fuerstl. Saechs. Geheimten- und Appellation-Raths und des Churfl. Saechs. Schoeppenstuels und Loeblichen Ober-Hof-Gerichts zu Leipsig/ wohlverdienten Senioris und Assessoris ... Toedlichen Hintritt beseufftzete. Leipzig: Wittigau, 1672
- Problema grammaticum de novo anno. Leipzig: Wittigau 1673 (Disputation mit Christian Friedrich Franckenstein)
- Vespasian. Hamburg 1681 (Digitalisat)